# Grenzübergang Ibrahim Khalil
Koordinaten: 37° 8′ 41″ N, 42° 33′ 56″ O

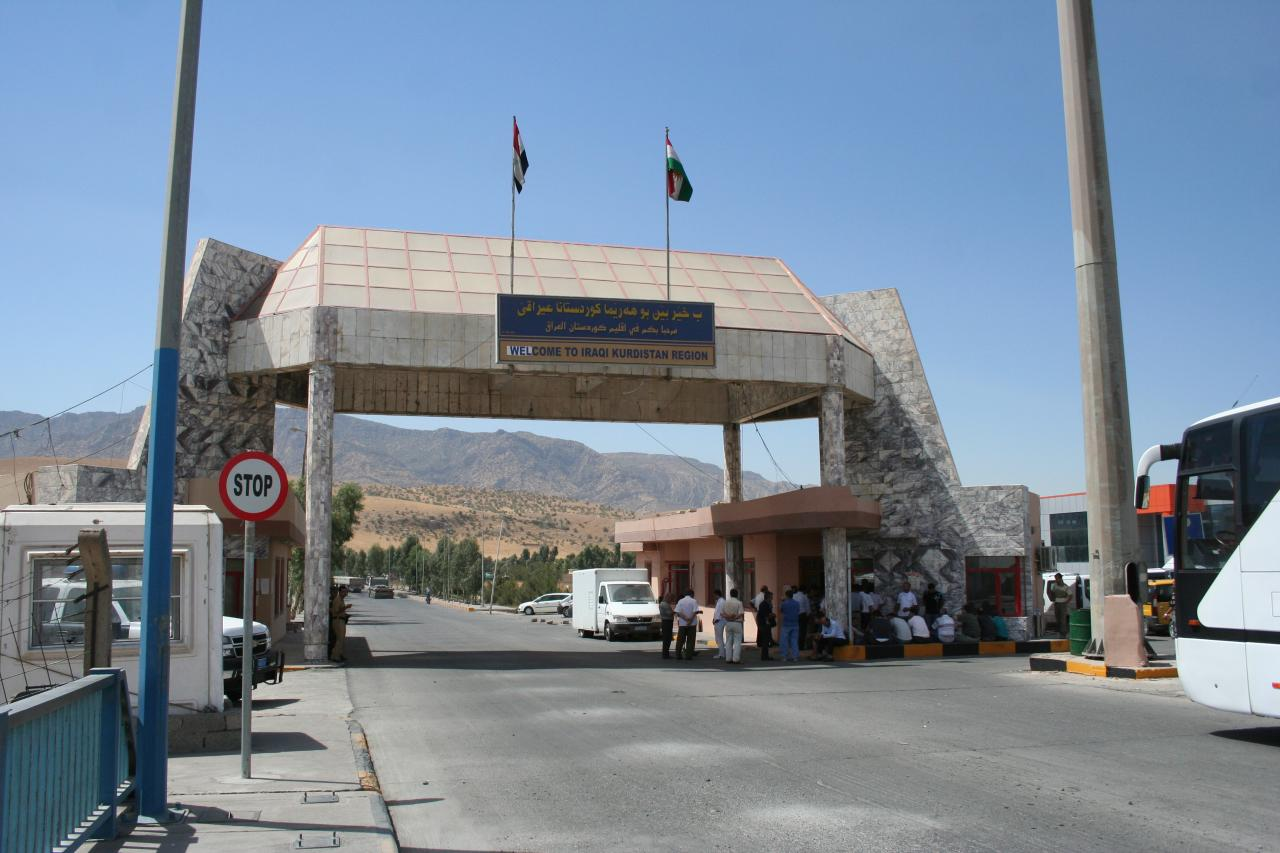
Grenzübergang Ibrahim Khalil, 2009

Der Grenzübergang Ibrahim Khalil (kurdisch Kumelgeha Derwazê Nîvdewletî Ibrahîm Xelîl, arabisch معبر إبراهيم خليل Maʿbar Ibrahīm Chalīl, auch Grenzübergang Chabur–Zaxo oder Habur–Zakho) liegt an der türkisch-irakischen Grenze am Chabur (türkisch Habur, kurdisch Xabûr), einem Nebenfluss des Tigris. Er ist der einzige Grenzübergang zwischen dem Irak (Autonome Region Kurdistan) und der Türkei.
Nördlich des Übergangs, auf der türkischen Seite, befindet sich die Grenzstation Habur Sınır Kapısı, und etwa 50 km nordwestlich liegt die Stadt Silopi. Östlich, etwa 30 km entfernt, befindet sich die Stadt Zaxo in der Autonomen Region Kurdistan, Irak. Auf Basis der Verwaltungsstruktur des Irak steht diese Seite unter Kontrolle der autonomen regionseigenen kurdischen Sicherheitskräfte.
Der Grenzübergang wurde im Jahr 2015 von etwa 6000 LKWs täglich passiert.
Aufgrund der Spannungen im Raum ist der Übergang zeitweise gesperrt oder nur eingeschränkt zugänglich.